# Deutsche Botschaft Lusaka
Die Deutsche Botschaft Lusaka ist die offizielle diplomatische Vertretung der Bundesrepublik Deutschland in der Republik Sambia.

## Lage
Die Botschaft liegt im zentralen Stadtteil Cathedral Hill in Nachbarschaft der Hochkommission Indiens und der Botschaft Japans nur 250 Meter vom Außenministerium entfernt. Die Straßenanschrift der Botschaft lautet: 5219 Haile Selassie Avenue, Lusaka.
Der internationale Flughafen „Kenneth Kaunda International Airport“ der sambischen Hauptstadt liegt 24 Kilometer nordöstlich, was mit dem Pkw eine Fahrtzeit von einer halben Stunde bedeutet.
Der auf dem Landweg nächstgelegene Grenzübergang in ein Nachbarland liegt im Süden: In 140 Kilometern Entfernung kann in dem Ort Chirundu am Sambesi nach etwa zweieinhalb Stunden Fahrtzeit Simbabwe erreicht werden.

## Aufgaben und Organisation
Die Botschaft Lusaka hat den Auftrag, die bilateralen Beziehungen zum Gastland Sambia zu pflegen, die deutschen Interessen gegenüber der sambischen Regierung zu vertreten und die Bundesregierung über Entwicklungen im Gastland zu unterrichten. In der Botschaft werden die Sachgebiete Politik, Wirtschaft, Kultur und Bildung bearbeitet. Ferner betreut die Arbeitseinheit Entwicklungszusammenarbeit Projekte mit den Schwerpunkten Wasser- und Sanitärversorgung, Dezentralisierung, Förderung von Bürgerbeteiligung und öffentliches Finanzwesen.
Der in der Botschaft Luanda (Angola) tätige Militärattaché (im Rang eines Oberstleutnants) ist in Sambia nebenakkreditiert.
Für deutsche Staatsangehörige in Sambia werden alle konsularischen Dienstleistungen angeboten. Die Botschaft stellt Visa für sambische Staatsangehörige aus. Sie unterstützt ferner die Botschaft Lilongwe, indem sie auch die Erteilung von Visa für Staatsangehörige Malawis erledigt. Es besteht ein telefonischer Bereitschaftsdienst für konsularische Notfälle.

## Geschichte
Am 24. September 1964 eröffnete die Bundesrepublik Deutschland in Lusaka ein Konsulat. Dieses wurde am 24. Oktober 1964, dem Tag, an dem Sambia vom Vereinigten Königreich unabhängig wurde, in eine Botschaft umgewandelt.
Die DDR eröffnete 1964 eine offizielle Handelsmission in Lusaka. Nach Aufnahme diplomatischer Beziehungen mit Sambia am 21. Februar 1973 wurden bis zum Jahr 1990, als die Botschaft mit dem Beitritt der DDR zur Bundesrepublik Deutschland geschlossen wurde, Botschafter ausgetauscht.